# Ріп'єва (Абатський район)
Рі́п'єва (рос. Репьева) — присілок у складі Абатського району Тюменської області, Росія.
Населення — 157 осіб (2010, 185 у 2002).
Національний склад станом на 2002 рік:
- росіяни — 93 %